# Idães
 (août 2019).
Idães est une "paroisse civile" située dans le municipe de Felgueiras (dans le district de Porto, au Portugal). Elle se trouve à environ 6 km au sud de la petite ville de Lousada et à 4 km à l’ouest du village de Lustosa, avec :
- Habitants : 2550 (2021).
- Superficie : 7,25 km2.
- Densité : 351,7 habitants/km².

Idães est nichée dans une région pittoresque, entourée de montagnes telles que l’Alto da Senhora et le Monte do Telégrafo.

## Organes de la paroisse
- L'assemblée de paroisse est présidée par Fortunato Adélio Sousa Machado (groupe "PPD/PSD").
- Le conseil de paroisse est présidé par Augusto Coelho de Faria (groupe "PPD/PSD").